# Mighty No. 9
『Mighty No. 9』（マイティーナンバーナイン）は、comceptおよびインティ・クリエイツが製作し、Deep Silverおよびスパイク・チュンソフトより2016年6月21日に配信されたゲームソフト。

## 概要
本作は3Dのモデリングを使用した2Dの横スクロールアクションゲームである。PCや据え置き型家庭用ゲーム機の計8機種で配信された。IGNは発売前の特集記事においてメガマン(ロックマン)シリーズの精神的後継作と評したが、プロデューサーである稲船敬二からは前述のような発言はない。
本作は資金調達プロジェクトKickstarterを利用したプロジェクトであり、2013年9月1日にゲームイベントPAX Primeにて本作の開発を発表すると同時にKickstarter上で出資者を募集を開始。支援金額が一定額に達するごとに対応機種やステージを追加したり、グッズなどを製作する形式を取った。
日本のゲーム開発としては初めて大々的にKickstarterを用いた試みであったため注目を浴び、2013年10月2日の支援キャンペーン終了時には、KickstarterとPayPalから、合計4,046,579ドルもの支援総額を受けることに成功した。その後、日本のクラウドファンディングサービスサイトMakuakeでも追加の資金募集を行い、1,751,506円の調達に成功した。また、製作途中の段階から支援者向けに作品を公開したり、一部キャラクターのカラーリングやキャラクター名を募集したりなど、稲船がゲーム制作において大切にしていた“ユーザーとともにつくり上げるコンテンツ”というテーマをさらに進めるべく、ユーザー参加型の企画も多数行われた。
当初、配信開始は2015年春を予定していたが、複数回の発売延期を経た後、最終的に2016年の6月（一部機種は8月）に配信が行われた。また、出資者募集時に予定されていたグッズに関しては、2017年1月7日にKickstarter支援者向けグッズの製造・送付が委託されたFangamerより支援者向けフォーラムにて「comceptより必要な材料が提供されておらず、グッズ生産・送付の見込がない」事を伝えたが、同年7月以降に順次発送された。

### 販売
日本国内向けには各種プラットフォームでダウンロード販売のみの展開。北米向けにはPlayStation 4、Xbox One、Wii Uの計3機種でパッケージ版の販売も行われた。特に北米向けパッケージのPlayStation 4版は、現行ハードのPlayStation 5の日本国内生産機器でも問題なく遊ぶことができ、日本語字幕に日本語音声にも対応している。

### タイアップ
本作と『蒼き雷霆 ガンヴォルト』『ぎゃる☆がん』シリーズ（いずれもインティ・クリエイツが開発）のクロスオーバー作品に『マイティガンヴォルト』『マイティガンヴォルト バースト』がある。

## ストーリー
20XX年、今よりもはるかにロボット産業が発達した世界。人々は政府主催のロボット格闘大会「バトルコロッセオ」に熱狂していた。
そのバトルコロッセオでDr.ホワイトが開発した9体のロボットチーム「Mighty Numbers」は常にランキング上位にランクインしている実力派の人気チームだ。
しかし大会の最中、Dr.ブラックウェルの起こしたサイバーテロによってコロッセオに参加しているロボット達が暴走。
「Mighty Numbers」もウイルスに感染してしまい、他のロボット共々どこかへ飛び去ってしまう。
暴走した「Mighty Numbers」のメンバーは各所重要施設やライフラインを占拠、ウイルス感染は次々と広がっていき世界は大混乱に陥ってしまう。
唯一、サイバーテロでのウイルス感染を免れたMighty No. 9 ベックは、暴走した兄弟達と混乱に陥った世界を救うために戦うことを決意するのだった。

## システム
本作では敵を倒す際に独特のシステムがあり、通常ショットでは敵を倒す事はできず瀕死になるだけであり、とどめを刺す際には瀕死状態の敵にアクセラレート（水平移動のダッシュ）を仕掛ける必要がある。これはボス戦でも同様。
この際に相手のXel（セル）と呼ばれる物を取り込むが、その際にスコアの元となるパーセンテージが表示される。これは時間経過でパーセンテージが下がる仕様となっており、最短の100%獲得を連続で行うことでコンボが成立する。
ステージクリア時にクリアタイム、被ダメージ、撃破数、コンボ数、およびXel吸収レートによって追加でスコアが加算され、最終的な総合スコアとランクが決定される。

## 登場キャラクター

### メインキャラクター
MN.09：ベック（BECK）
声 - 村瀬歩
本作の主人公。バトルコロッセオの人気チーム「Mighty Numbers」の末弟機。「変形」の特殊能力を持つ。戦いに怖気ついてしまうが、暴走してしまった仲間と世界を救う為に戦う決意を固める。人間と同じ感情を持っている。
ロボットの身体を構成するセルを吸収し、能力を学習する事で様々な姿へ変形する事が可能。
STN.130925：コール（CALL）
声 - M・A・O
SANDA社が開発した少女型ロボット。三田博士がサポートの為にDr.ホワイトに提供した。感情豊かなベックを始めとしたマイティナンバーズのロボットたちと比べ表情が変化することは少なく、任務を遂行する典型的なロボットの印象を受ける（アヴィの陽気さに対して「マイティナンバーズの感情の豊かさは理解できない」と溢している）。
刑務所のエリアではプレイアブルキャラとして操作が可能。弓矢型の武器で攻撃しながら、ジャンプした後はホバリングが可能。パッチを充填することでバリアを展開する。ただし、ベックのようにセルを吸収する能力は持ち合わせていない。
名前はベックと併せると要望に応えるを意味する「beck and call」になる。
レイチェル1101（RAYCHEL-1101）
声 - 田中敦子
存在自体が闇に葬られた「吸収」の特殊能力を持つ「Mighty Numbers」の試作機。ベックの姉に当たる。
体が崩壊寸前であり、セルを吸収し続けないと機能が停止になる。なぜ自分を作ったのか、Dr.ホワイトに聞き出すためにベックのセルから直接データを奪おうと襲いかかってくる。
DLC「朱の破壊者（ヴァーミリオン・デストロイヤー）」をクリアするとプレイアブルキャラとして操作が可能。右手のクローを活かした攻撃を得意とする。しかし、時間ごとに体力が減少していくのでセルを吸収して体力を維持する必要がある。
Dr.ホワイト（Dr.White） / ウィリアム・ホワイト（William White）
声 - 諏訪部順一
若くして「Mighty Numbers」を開発した科学者。世界の命運をベックに託す。人付き合いが苦手な性格で、考え事を自分で抱え込んでしまう事もある。
その正体はDr.ブラックウェルの息子であり、本名は「ビル・ブラックウェル（Bill Blackwell）」。心を持つロボットに向ける考えに対立し現在の名前に改名した。

### サブキャラクター
三田博士（さんだはかせ / Dr.Sanda） / 三田 総一郎（さんだ そういちろう / Souichirou Sanda）
声 - 陶山章央
Dr.ホワイトの友人の博士で、かなりふくよかな体型をしている。ロボットの暴走で混乱した世界を救う為に協力し、SANDA社で開発したコールをサポートに提供する。
三田 誠二郎（さんだ せいじろう / Seijirou Sanda）
声 - 陶山章央
三田博士の弟でSANDA社の社長。SANDA社で開発したロボットがウイルス感染の影響を受ける事を危惧し、援護を頼んだ総一郎の頼みを断る。
Dr.グラハム（Dr.Graham） / グレゴリー・グラハム（Gregory Graham）
声 - 子安武人
チェリー・ダイナミクス社の社長。ロボットの暴走事件をDr.ブラックウェルによるサイバーテロであることを公表する。また、三田博士から今回の事件の犯人が本当にブラックウェルであるのかと聞かれた際、「あんなことができるのはあのジジイしかいない!」と断言するなど彼のことを非常に嫌っている模様。
実はトリニティを見世物として利用するため、その危険性を知らずに戦闘用に改造したことでトリニティを暴走させてしまい、トリニティによるロボットの暴走を招いた張本人であり、ブラックウェルによるサイバーテロという公表も一連の件の責任を彼に擦り付けたに過ぎなかった。そのため、ある意味で本作の黒幕とも言える存在であり、ストーリー終盤でウィリアム博士に詰め寄られる羽目に合う（また、ウィリアムがトリニティの開発にかかわっていたことから彼がブラックウェルの息子であることに気づいていた）。
Dr.ブラックウェル（Dr.Blackwell） / ベネディクト・ブラックウェル（Benedict Blackwell）
声 - 清川元夢
悪の天才科学者。自身の作ったウイルスでベックとコール以外のロボット達を暴走させ、彼らを利用して人類を滅ぼそうと企む。現在は刑務所に幽閉されている。
実はウィリアムの父親であり、ロボットの暴走事件にはまったく関与していない。また、ウィリアムとは対照的に「ロボットに心など必要ない」という考えを持っており、エンディングで彼との面会の際もその考えを変えなかった。
パッチ（Patch）
プラグ型のサポートロボット。大型と小型の2種類が存在し、大型の機種は中間地点やボス手前でベックにライフと残機を提供し、小型の機種はコールに装着することでジェットパックになるほか、バリアを展開してサポートする。

### ボスキャラクター

#### マイティナンバーズ
バトルコロッセオの人気チーム「マイティナンバーズ（Mighty Numbers）」。ベックとは異なり1つの戦闘能力に特化して造られた戦闘用ロボットで、ベックを含めてNo.1からNo.9まで存在している。Dr.ブラックウェルが作ったウイルスによって暴走してしまい、各所のライフラインを占拠している。彼等を解放（撃破）すると特定のステージでベックを援護してくれる。
MN.01：パイロジェン（Pyrogen）
声 - 高木渉
「火・爆発」の特殊能力を持つ戦闘用ロボット。愛称は「パイロ」。
豪快な性格の熱血漢で、胴体を発火させた状態での突進や爆発攻撃を得意とする切込み隊長的存在。
ウイルス感染の影響で全てを燃やし尽くそうと暴れ回り、石油プラットフォームを占拠している。
名前の由来は発熱物質を意味する「pyrogen」から。
MN.02：クライオスフィア（Cryosphere）
声 - 久野美咲
「水・氷」の特殊能力を持つ戦闘用ロボット。愛称は「クライオ」。
ナンバーズの中では一番小柄で、無邪気で子供っぽい性格だが、パイロに次ぐ先行機ということもあってか口調がやたら傲慢で子供扱いされることを極端に嫌う。右腕に水鉄砲、左腕に冷却機を装備しており、それらを用いた戦闘を得意としている。
ウイルス感染で暴走した後は水道局を占拠し、遊び感覚で施設内を氷漬けにしていた。
名前の由来は「cryo（冷凍の）」と「sphere（球体）」を合わせたもの。
MN.03：ダイナトロン（Dynatron）
声 - 沢城みゆき
「雷・電気」の特殊能力を持つ戦闘用ロボット。愛称は「ダイナ」。
短気で気性の荒い性格だが、騒がしいのは嫌いという一面もある。電気が好物。小型端末「エレクトリックシード」を用いた遠距離電撃が得意。
ウイルス感染で暴走した後は発電所を占拠し、発電所の電気を吸収していた。
名前の由来は四極真空管を意味する「dynatron」から。
MN.04：サイズミック（Seismic）
声 - 稲田徹
「土・パワー」の特殊能力を持つ重機型戦闘用ロボット。愛称は「ミック」。
職人気質で思慮深い性格。脚部をキャタピラ化することによる突進と持ち前の怪力を生かした攻撃が得意。伸縮自在の腕はドリルに変形する。
ウイルス感染の影響で暴れ回り、鉱山を占拠している。この時はまともに喋ることができなくなり、唸り声しかあげない。
名前の由来は地震を意味する「seismic」から。
MN.05：バタリオン（Battalion）
声 - 楠見尚己
「ガトリング・重火器」の特殊能力を持つ銃砲型戦闘用ロボット。愛称は「バット」。
豪快で軍人気質な武闘派で、ガトリング砲やミサイルなどの重火器を用いた戦法が得意で、頭部の砲口から発射される「リモートミサイル」は巨大なシールドマシンを一撃で破壊できるほど強力。同じく豪快な性格のパイロとは馬が合うようで、その性格をダイナからは辟易されている。
ウイルス感染で暴走した後は軍事基地を占拠し、基地内のロボットたちを総動員して武装蜂起しようと企てた。
名前の由来は軍隊を意味する「battalion」から。
MN.06：アヴィエイター（Aviator）
声 - 森久保祥太郎
「飛行（プロペラ）・風」の特殊能力を持つヘリコプター型戦闘用ロボット。愛称は「アヴィ」。
陽気かつファンキーな性格のリポーターで、情報収集力に長けており、常に愛用のボール型のドローンを連れている。両腕のガトリングによる機銃掃射や脚部に備えた爆弾による爆撃などを利用した空中戦が得意。ヘリコプターに変形する事が可能。
ウイルス感染後は事件を世界に知らしめるため電波塔をジャックした。
名前の由来は飛行機士を意味する「aviator」から。
MN.07：ブランディッシュ（Brandish）
声 - 内山昂輝
「剣・スピード」の特殊能力を持つ戦闘用ロボット。愛称は「ブランド」。
武士道精神が溢れる冷静沈着で思慮深い剣客で、暴走した身であってもベックを案じたり、暴走したらベックによって破壊されることを本望と考えるなど非常に仲間意識が強い。圧倒的な素早さからの斬撃攻撃が得意。
ハイウェイで存在を確認でき、暴走から抵抗をしているが、ベックと戦うごとに抵抗出来なくなり暴走してしまう。
名前の由来は武器を振りかざす事を意味する「brandish」から。
MN.08：カウンターシェード（Countershade）
声 - 大塚芳忠
「レーダー・光学迷彩」の特殊能力を持つ戦闘用ロボット。愛称は「シェード」。
やや斜に構えた言動が多い皮肉屋なスナイパー。跳弾性に優れた弾丸を発射する狙撃銃と空間での反射を助けるバンカー、ホログラフ発生装置を装備しており、それらを用いた狙撃や撹乱を得意としている。
感染後はロボットたちの暴走によりもぬけの殻となった大統領邸を占拠し、革命を企てた。
名前は由来は発光迷彩を意味する「countershade」から。

#### チェリー・ダイナミクスナンバーズ
CDN.502：ラウンドディガー（Round Digger）
工事用の大型ロボット。ウイルスの影響で暴走しており、ベックに襲いかかる。チェリー・ダイナミクス社のロボット工場では赤色の機体が中ボスとして出現する。
CDN.Err：K9
刑務所の番犬型ロボット。ウイルスによる暴走で嗅覚が利かなくなっているが、頭部の高性能カメラによってそれをフォローしている。
カメラは破壊されてもロボットを捕食する事で再生が可能。
名前のK9は米国の警察犬の事を指す。
CDN.XXX：ネームレス（Nameless）
チェリー・ダイナミクス社のロボット工場のメインシステムが造り出した防衛システム。システムに近づく対象を排除するために特化しており、浮遊式のアームやミサイルを放射して攻撃する。奥のメインシステムを開放しない限り、撃破してもいくらでも再投入される。
CDN.1201：トリニティ（Trinity）
学習する事で自らを成長させる能力を持つ女性型ロボット。
かつて、Dr.ホワイトが開発をしていたが、Dr.ブラックウェルに危険であると開発を凍結されていたが、それを見世物にしようとグラハムが起動させて、戦闘用に改造してしまった事で異形な怪物の姿に変貌してしまう。一度目の起動はブラックウェルが街の電力を全て切り落とした事で未然に阻止したが（この一件でブラックウェルは逮捕された）、グラハムが再び起動した事で今回の事件が勃発してしまう。

## 特殊武器
ベック、レイはボスであるマイティナンバーズを撃破するとベックは「リセレクション」という特殊能力で全身、レイは「変異コード」という特殊能力で右腕が変化して特殊武器を手に入れる事ができる。

### ベックの特殊武器
リセレクション：パイロジェン【ファイアエクスプロージョン】
自分の周囲に爆発を引き起こす。溜める事で爆発範囲が大きくなるが、最大まで溜めると発動後一定時間行動不能になる。
リセレクション：クライオスフィア【フローズンリキッド】
相手を凍結させる弾を落ちるように撃つ。
リセレクション：ダイナトロン【エレクトリックシード】
5基の端末を射出し、当たった敵に対して断続的に電気を送り込む。
リセレクション：サイズミック【ストロングチャージ】
ボタンを押している間、下半身がキャタピラに変形して走行する。
リセレクション：バタリオン【リモートミサイル】
任意で起爆できる弾丸を撃つ。ダメージ判定は爆風発生時のみ。
リセレクション：アヴィエイター【ジャイロブーメラン】
ボタンを押す事でプロペラを腕から出して、押している間はジャンプ力の上昇やゆっくり降下でき、ボタンを離すとプロペラを投げる。
リセレクション：ブランディッシュ【スピンスラッシュ】
刀を装備して近接戦特化型となり、溜める事で回転斬りや急降下斬りを出せる。
リセレクション：カウンターシェード【リフレクトシュート】
壁や地面、敵と接触する事で跳弾する弾を撃つ。

### レイの特殊武器
変異コード：パイロジェン【イグナイトギア】
攻撃が当たると爆発を引き起こす。
変異コード：クライオスフィア【フローズンリキッド（バウンド）】
相手を凍結させる弾を落ちるように撃つ。ベックと違い、弾が地面をはねる。
変異コード：ダイナトロン【エレクトリックシード（単発）】
1基の端末を射出し、当たった敵に対して断続的に電気を送り込む。ベックと違い、地面や壁に打ち込んでも電気を送り、そこから2個のスパークが地面を這う。
変異コード：サイズミック【ドリルアンカー】
腕のドリルを伸ばす。壁の近くの場合はそこに伸ばして、レイがそこまで移動する。
変異コード：バタリオン【ガトリングショット】
連射する弾を撃つ。
変異コード：アヴィエイター【ハンターエイム】
ボタンを押している間ロックオンサークルが展開し、敵をロックオンした場合にダッシュ体当たりをするとその敵に向かっていく。
変異コード：ブランディッシュ【ブラッディスコール】
腕の剣を振り下ろす。溜めると全体攻撃を行う。
変異コード：カウンターシェード【アサシンキル】
ボタンを押している間は透明化し、その状態でのダッシュ体当たりの威力が増大する。

## ステージ
市街地
暴走したロボット達によって混乱に陥ったエリア。ボスはラウンドディガー。
石油プラットフォーム
石油を管理し運送するエリア。ボスはパイロジェン。ベックを援護するマイティナンバーズはアヴィエイター。
水道局
クライオによって氷漬けにされた水道局のエリア。ボスはクライオスフィア。ベックを援護するマイティナンバーズはパイロジェン。
発電所
生活に必要な電気を作り出すエリア。ボスはダイナトロン。ベックを援護するマイティナンバーズはブランディッシュ。
鉱山
鉱山資源を採掘するエリア。ボスはサイズミック。ベックを援護するマイティナンバーズはバタリオン。
軍事基地
かつて軍事の為に使用されていたエリア。ボスはバタリオン。ベックを援護するマイティナンバーズはクライオスフィア。
電波塔
情報を届けるための電波塔のエリア。ボスはアヴィエイター。ベックを援護するマイティナンバーズはカウンターシェード。
ハイウェイ
暴走車両が走る高速道路のエリア。ボスはブランディッシュ。ベックを援護するマイティナンバーズはサイズミック。
大統領邸
暴走したロボット達に占拠された大統領邸のエリア。ボスはカウンターシェード。ベックを援護するマイティナンバーズはダイナトロン。
刑務所
暴走したロボット達が徘徊する刑務所のエリア。このステージはコールで進める。ボスはK9。
ロボット工場
チェリー・ダイナミクス社のロボット工場。ボスはネームレス。マイティナンバーズ全機が援護してくれる。
バトルコロッセオ
トリニティが大量のロボット達を吸収し、無数のxelに覆われたバトルコロッセオ。ボスはトリニティ。
朱の破壊者（ヴァーミリオン・デストロイヤー）
配信コンテンツで追加される、チェリー・ダイナミクス社の研究施設のエリア。ボスはレイ。

## スタッフ
- プロジェクトリーダー：稲船敬二
- スーパーバイザー：富田直哉（TOM PON）
- リードキャラクターデザイナー：KIMOKIMO
- コンポーザー：松前真奈美
- アートディレクター：コマキシンスケ
- 開発：會津卓也（インティ・クリエイツ）
- ディレクター：今枝浩司
- プロデューサー：ニック･ユウ